# Kiến trúc máy tính

Một thiết kế đường ống của kiến trúc MIPS. Đường ống là một khái niệm quan trọng trong kiến trúc máy tính.

Trong kỹ thuật máy tính, kiến trúc máy tính (tiếng Anh: computer architecture) là thiết kế khái niệm và cấu trúc hoạt động căn bản của một hệ thống máy tính. Nó là một bản thiết kế (blueprint) mô tả có tính chất chức năng về các yêu cầu (đặc biệt là tốc độ và các kết nối tương hỗ) và những sự thi hành thiết kế cho những bộ phận khác nhau của một máy tính - tập trung chủ yếu vào việc CPU hoạt động nội tại như thế nào và truy cập các địa chỉ trong bộ nhớ bằng cách nào.
Nó cũng có thể được định nghĩa như là khoa học và nghệ thuật lựa chọn và kết nối các thành phần phần cứng để tạo thành các máy tính đáp ứng được các mục đích về tính năng, hiệu suất và giá cả.
Kiến trúc máy tính bao gồm ít nhất ba phạm trù con chính:
- Kiến trúc tập lệnh (Instruction set architecture, ISA), là hình ảnh trừu tượng của một hệ thống tính toán được nhìn từ góc độ của một lập trình viên sử dụng ngôn ngữ máy (hay hợp ngữ), bao gồm tập lệnh, cách đánh địa chỉ bộ nhớ (memory address modes), các thanh ghi, và các định dạng địa chỉ và dữ liệu.
- Vi kiến trúc (Microarchitecture), còn gọi là Tổ chức máy tính (Computer organization) là một mô tả bậc thấp, cụ thể hơn về hệ thống. Mô tả này nói về các bộ phận cấu thành của hệ thống được kết nối với nhau như thế nào và chúng hoạt động tương hỗ như thể nào để thực hiện kiến trúc tập lệnh[2]. Ví dụ, kích thước bộ đệm cache của một máy tính là một đặc điểm về tổ chức máy tính mà thường không liên quan đến kiến trúc tập lệnh.
- Thiết kế hệ thống (System Design) bao gồm tất cả các thành phần phần cứng khác bên trong một hệ thống tính toán chẳng hạn:

1. các đường kết nối hệ thống như bus (máy tính) và switch
2. các bộ điều khiển bộ nhớ (memory controller) và các cây phả hệ bộ nhớ
3. các cơ chế CPU off-load như Direct memory access (truy nhập bộ nhớ trực tiếp)
4. các vấn đề như đa xử lý (multi-processing).